# Caglio

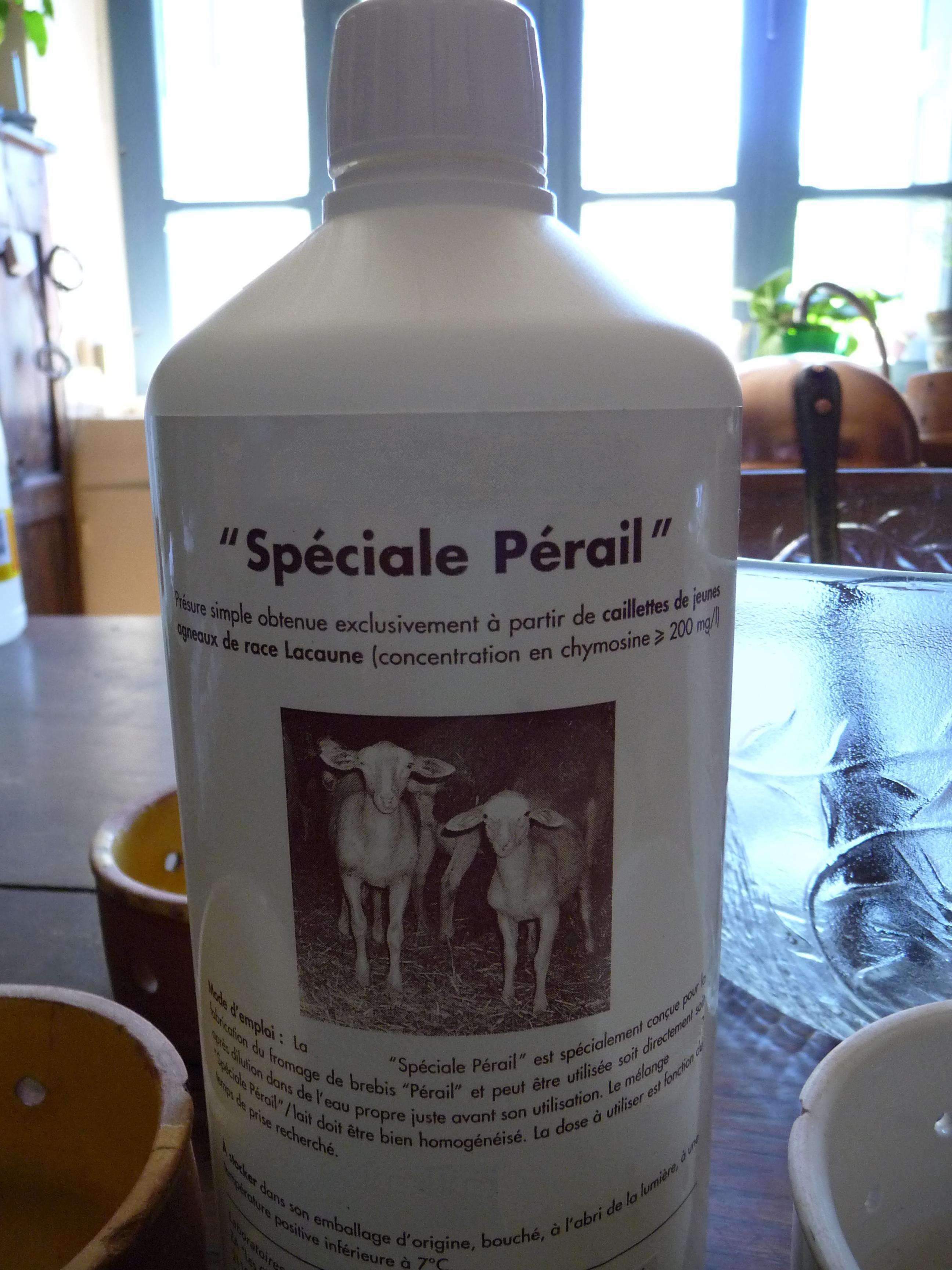
Caglio di agnello confezionato.

Il caglio (dal latino coagulum, formato da con- e un derivato di agĕre), o presame, è una miscela, di varia origine, composta da alcuni tipi di proteasi (tra cui la chimosina) in grado di scindere la κ-caseina, proteina idrofila presente nel latte, e di provocare la coagulazione delle rimanenti caseine idrofobe. Per effetto del caglio, la massa proteica, non più solubile nell'acqua, precipita sul fondo a formare la cagliata, che può essere raccolta e lavorata per fare il formaggio.

## Origine
Il caglio può avere origine animale, vegetale e microbica, mentre gli altri coagulanti non possono essere considerati "caglio", ma solo coagulanti:
- animale: estratto dallo stomaco (abomaso) di vitelli, ovicaprini lattanti o di maiali lattanti ed è l'unico permesso per la produzione di tutti i formaggi DOP, come, Grana Padano, Caciocavallo Silano, Pecorino Romano, Castelmagno e Pecorino di Farindola (caglio suino).[1][2]
- microbico: estratto da una muffa (come Mucor miehei), può essere appropriato anche per la produzione di formaggi vegetariani;[3]
- coagulante ricombinante: ottenuto da organismi geneticamente modificati (Aspergillus niger var. awamori, Kluyveromyces lactis o Escherichia coli), è un caglio comune ed economico la cui attività dipende dalla chimosina;[4]
- vegetale: per la produzione di alcuni tipi di formaggio, quali la pampanella, nel Salento un tempo si usava come caglio il lattice fuoriuscente dai tagli delle parti verdi dell'albero del fico; non si sa però se il meccanismo di coagulazione sia lo stesso. Esistono però anche altri formaggi, italiani, portoghesi, algerini, come quelli da latte vaccino delle Alpi della linea Kinara o quelli prodotti tra l'Abruzzo e il Lazio, da latte di pecora (cosiddetto caciofiore), che impiegano un estratto ottenuto dai fiori del Cynara cardunculus, comunemente noto come cardo selvatico.[senza fonte]

## Forma fisica
Il caglio si può presentare in diverse forme:
- liquido: è una soluzione filtrata di colore marrone ed aroma caratteristico. La stabilità microbiologica e funzionale viene aumentata con l'uso di conservanti (sodio benzoato, sale) e diminuendo il pH con l'aggiunta di acidi (cloridrico o citrico)
- in polvere: si ottiene tradizionalmente saturando con sale il caglio liquido. In queste condizioni la chimosina precipita, e la miscela di sale e chimosina ottenuta, dopo essiccazione, è utilizzata come caglio. Risulta un caglio con la componente enzimatica particolarmente ricca in chimosina (> 95%), adatto alla produzione di formaggi duri a lunga stagionatura, Parmigiano Reggiano e Grana Padano. Attualmente è possibile ottenere il caglio in polvere, spruzzando il caglio liquido, arricchito in chimosina per separazione cromatografica (non molto frequente), e quindi in un letto fluido.
- in pasta: oltre agli enzimi proteolitici, chimosina e pepsina, contiene lipasi che agiscono sul grasso del latte producendo acidi grassi liberi che conferiscono un caratteristico sapore piccante al formaggio. L'uso del caglio in pasta è richiesto per la produzione di alcuni formaggi DOP italiani, come il Provolone Valpadana (caglio in pasta di capretto) o il Pecorino Romano (caglio in pasta di agnello).

A livello casalingo, per far coagulare il latte e produrre un formaggio fresco, il caglio può essere sostituito da succo di limone o aceto. Infatti la produzione della cagliata, che normalmente si avrebbe come conseguenza dell'attività metabolica di batteri lattici naturalmente presenti nel latte (se non pastorizzato), può essere determinata e/o accelerata dall'utilizzo di una sostanza acida (per l'appunto succo di limone o aceto) usato come starter, che dà luogo a un'immediata precipitazione acida.

## Parametri merceologici
Le caratteristiche di un caglio vengono definite da due parametri principali: l'attività coagulante e la composizione enzimatica.

### Attività coagulante
L'attività coagulante o forza del caglio esprime la velocità di coagulazione del latte, e deriva dalla concentrazione degli enzimi coagulanti (chimosina e pepsina) per ml o g di caglio. L'unità di misura è l'IMCU (International Milk Clotting Units) come definito nella metodica analitica. Ancora oggi però molte aziende usano esprimere l'attività in 1: derivante dal metodo Soxhlet.
Perciò l'attività enzimatica {\displaystyle F} di una certa quantità di caglio {\displaystyle v} in certo volume di latte {\displaystyle V}, cotta a una certa temperatura {\displaystyle T=35~{\mbox{°C}}} per il tempo della cottura {\displaystyle \Delta t=40~{\mbox{min}}~=2400~{\mbox{s}}} si può esprimere con tale funzione
{\displaystyle F={\frac {V\cdot \Delta t}{v\cdot T}}}

### Composizione enzimatica
Esprime il rapporto percentuale tra le attività enzimatiche dovute alla chimosina e alla pepsina. Deriva in parte dall'età degli animali di cui provengono gli abomasi utilizzati per l'estrazione. Convenzionalmente, un caglio composto di chimosina per più del 70% è chiamato "caglio di vitello", mentre un caglio che contiene meno del 20% di chimosina è un "caglio di bovino adulto". Con concentrazioni intermedie sono chiamati "cagli misti".
La determinazione della composizione avviene tramite separazione cromatografica degli enzimi e posteriore misurazione dell'attività coagulante di ciascuna frazione.